# Искусово
Искусово — деревня в составе Казаковского сельсовета Вачского района Нижегородской области. Расположена на расстоянии 1 км на восток от районного центра — Вачи.
В прошлом — деревня Муромского уезда Владимирской губернии.
До 28 августа 2009 года находилась в составе Алтунинского сельсовета.
В Искусово есть стационарная телефонная связь, в нём также установлен «красный» таксофон с номером (83173) 78-149.

## Из истории
В 1840—50-х годах Искусово входило в состав владений князя Сергея Григорьевича Голицына.

## Население
| 1859 | 1905 | 1926 | 1999 | 2002 | 2010 |
| ---- | ---- | ---- | ---- | ---- | ---- |
| 215  | ↗316 | ↗347 | ↘46  | ↘39  | ↘30  |